# Jeff Coetzee
Jeff Coetzee (* 25. April 1977 in Okiep) ist ein ehemaliger südafrikanischer Tennisspieler, der seine Erfolge im Doppel feiern konnte.

## Karriere
Coetzee spielte ab 1996 als Profi auf der ATP World Tour. Schnell entschied er sich dazu, hauptsächlich im Doppel anzutreten. Er gewann sechs Doppeltitel und stand weitere zehnmal in einem Doppelfinale. Im November 2008 erreichte er mit Rang 12 seine höchste Platzierung in der ATP-Weltrangliste. Sein bestes Resultat bei einem Grand-Slam-Turnier erlangte er bei den Australian Open in den Jahren 2003 und 2008, in denen er jeweils das Halbfinale erreichte. Seine beste Saison war auch das Jahr 2008, in der er fünf Finals erreichen konnte, von denen er eines gewann. Damit konnte er sich einmalig mit seinem Partner und Landsmann Wesley Moodie für den Tennis Masters Cup qualifizieren. Dort schieden sie in der Gruppenphase aus. Nach dem Turnier erreichte Coetzee seine Bestplatzierung. In den nächsten zwei Jahren verlor er kontinuierlich an Plätzen, sodass er bald lediglich auf der Challenger Tour antrat. Hier gewann er auch seinen letzten von 18 Titeln im Mai 2010 in Tunis. Nach dem Challenger-Turnier in Dortmund beendete er seine Karriere.
Zwischen 2000 und 2009 spielte er für die südafrikanische Davis-Cup-Mannschaft, in der er eine Bilanz von 13:5 vorweisen kann. Nach seiner aktiven Karriere begann er als Trainer zu arbeiten. Juan Sebastián Cabal und Robert Farah gewannen unter seiner Betreuung 2019 den Titel in Wimbledon.

## Erfolge
| Legende (Anzahl der Siege)                           |
| Grand Slam                                           |
| Tennis Masters Cup ATP World Tour Finals             |
| ATP Masters Series ATP World Tour Masters 1000       |
| ATP International Series Gold ATP World Tour 500 (1) |
| ATP International Series ATP World Tour 250 (5)      |
| ATP Challenger Tour (18)                             |

| Titel nach Belag |
| Hartplatz (3)    |
| Sand (2)         |
| Rasen (1)        |

### Doppel

#### Turniersiege

##### ATP World Tour
| Nr. | Datum              | Turnier          | Belag     | Partner       | Finalgegner                        | Ergebnis           |
| --- | ------------------ | ---------------- | --------- | ------------- | ---------------------------------- | ------------------ |
| 1.  | 15. Juli 2002      | Amersfoort       | Sand      | Chris Haggard | André Sá Alexandre Simoni          | 7:61, 6:3          |
| 2.  | 30. September 2002 | Tokio            | Hartplatz | Chris Haggard | Jan-Michael Gambill Graydon Oliver | 7:64, 6:4          |
| 3.  | 30. Dezember 2002  | Adelaide         | Hartplatz | Chris Haggard | Maks Mirny Jeff Morrison           | 2:6, 6:4, 7:67     |
| 4.  | 8. Januar 2007     | Auckland         | Hartplatz | Rogier Wassen | Simon Aspelin Chris Haggard        | 6:79, 6:3, [10:2]  |
| 5.  | 17. Juni 2007      | ’s-Hertogenbosch | Rasen     | Rogier Wassen | Martin Damm Leander Paes           | 3:6, 7:65, [12:10] |
| 6.  | 14. April 2008     | Estoril          | Sand      | Wesley Moodie | Jamie Murray Kevin Ullyett         | 6:2, 4:6, [10:8]   |

##### ATP Challenger Tour
| Nr. | Datum            | Turnier     | Belag         | Partner             | Finalgegner                       | Ergebnis          |
| --- | ---------------- | ----------- | ------------- | ------------------- | --------------------------------- | ----------------- |
| 1.  | 25. Juli 1998    | Newcastle   | Sand          | Edwin Kempes        | Nebojša Đorđević Dušan Vemić      | 1:6, 7:6, 6:2     |
| 2.  | 8. August 1998   | Gramado     | Hartplatz     | Damien Roberts      | Francisco Costa Gōichi Motomura   | 7:5, 6:4          |
| 3.  | 6. März 1999     | Singapur    | Hartplatz     | Damien Roberts      | Oleg Ogorodov Eyal Ran            | 7:5, 6:3          |
| 4.  | 14. Mai 1999     | Jerusalem   | Hartplatz     | Tuomas Ketola       | Barry Cowan Neville Godwin        | 6:2, 6:4          |
| 5.  | 10. Juli 1999    | Bristol     | Rasen         | Jan-Ralph Brandt    | Luke Bourgeois Dejan Petrović     | 6:4, 6:3          |
| 6.  | 17. Juli 1999    | Manchester  | Rasen         | Neville Godwin      | Jamie Delgado Martin Lee          | 6:4, 6:2          |
| 7.  | 21. August 1999  | Bronx       | Hartplatz     | Alejandro Hernández | Rob Givone Glenn Weiner           | 6:4, 6:1          |
| 8.  | 9. Oktober 1999  | Tulsa       | Hartplatz     | Alejandro Hernández | Thomas Blake James Blake          | 6:2, 6:1          |
| 9.  | 10. Juni 2000    | Surbiton    | Rasen         | Marcos Ondruska     | Jared Palmer Jonathan Stark       | 7:63, 7:66        |
| 10. | 12. August 2000  | Binghamton  | Hartplatz     | Justin Bower        | Lorenzo Manta Laurence Tieleman   | 6:3, 7:5          |
| 11. | 4. November 2000 | Las Vegas   | Hartplatz     | Marcos Ondruska     | Mardy Fish Andy Roddick           | 6:79, 7:66, 6:1   |
| 12. | 27. Oktober 2001 | Houston     | Hartplatz     | Paul Rosner         | Justin Bower Shaun Rudman         | 7:62, 6:4         |
| 13. | 11. Mai 2002     | Edinburgh   | Sand          | Myles Wakefield     | Jordan Kerr Grant Silcock         | 6:4, 7:66         |
| 14. | 23. Oktober 2004 | Bolton      | Hartplatz (i) | Jim Thomas          | Melle van Gemerden Peter Wessels  | 7:5, 6:3          |
| 15. | 2. April 2005    | León        | Hartplatz     | Mark Merklein       | Jason Marshall Huntley Montgomery | 6:4, 4:6, 6:3     |
| 16. | 21. Oktober 2005 | Southampton | Hartplatz (i) | Rogier Wassen       | Travis Parrott Tripp Phillips     | 6:78, 6:4, [10:4] |
| 17. | 21. Oktober 2006 | Kolding     | Hartplatz (i) | Rogier Wassen       | Eric Butorac Travis Parrott       | 4:6, 6:4, [10:5]  |
| 18. | 1. Mai 2010      | Tunis       | Sand          | Kristof Vliegen     | Jamie Cerretani Adil Shamasdin    | 7:63, 6:3         |

#### Finalteilnahmen
| Nr. | Datum              | Turnier    | Belag         | Partner          | Finalgegner                       | Ergebnis         |
| --- | ------------------ | ---------- | ------------- | ---------------- | --------------------------------- | ---------------- |
| 1.  | 28. Juli 2002      | Sopot      | Sand          | Nathan Healey    | František Čermák Leoš Friedl      | 5:7, 5:7         |
| 2.  | 14. September 2003 | Bukarest   | Sand          | Simon Aspelin    | Karsten Braasch Sargis Sargsian   | 6:77, 2:6        |
| 3.  | 22. Februar 2004   | Memphis    | Hartplatz (i) | Chris Haggard    | Bob Bryan Mike Bryan              | 3:6, 4:6         |
| 4.  | 8. März 2004       | Scottsdale | Hartplatz     | Chris Haggard    | Rick Leach Brian MacPhie          | 3:6, 1:6         |
| 5.  | 30. Oktober 2005   | Lyon       | Teppich (i)   | Rogier Wassen    | Michaël Llodra Fabrice Santoro    | 3:6, 1:6         |
| 6.  | 16. Juli 2006      | Newport    | Sand          | Justin Gimelstob | Robert Kendrick Jürgen Melzer     | 6:73, 0:6        |
| 7.  | 6. Januar 2008     | Doha       | Hartplatz     | Wesley Moodie    | Philipp Kohlschreiber David Škoch | 3:6, 6:4, [9:11] |
| 8.  | 17. Februar 2008   | Marseille  | Hartplatz     | Yves Allegro     | Martin Damm Pavel Vízner          | 6:70, 5:7        |
| 9.  | 22. Juni 2008      | Nottingham | Teppich (i)   | Jamie Murray     | Bruno Soares Kevin Ullyett        | 2:6, 6:75        |
| 10. | 2. November 2008   | Paris      | Hartplatz     | Wesley Moodie    | Jonas Björkman Kevin Ullyett      | 2:6, 2:6         |